# دان كارمايكل
دان كارمايكل (بالإنجليزية: Daniel Carmichael)‏ هو لاعب كرة قدم بريطاني، ولد في 21 يونيو 1990 في دامفريس ‏ في المملكة المتحدة. لعب مع كوين أوف ساوث ونادي هيبرنيان.

## وصلات خارجية
- دان كارمايكل على موقع قاعدة بيانات كرة القدم.إي يو (الإنجليزية)
- دان كارمايكل على موقع Soccerbase.com (لاعب) (الإنجليزية)
- دان كارمايكل على موقع Soccerway.com (الإنجليزية)